# IC 76
IC 76 је спирална галаксија у сазвјежђу Кит која се налази на листи објеката дубоког неба у Индекс каталогу.
Деклинација објекта је - 4° 33' 16" а ректасцензија 1h 8m 11,6s. Привидна величина (магнитуда) објекта IC 76 износи 15,6 а фотографска магнитуда 16,4. IC 76 је још познат и под ознакама MCG -1-4-1, MK 973, IRAS 01056-0449, PGC 4035.